# سن-لوک-دو-بلشاس، کبک
سن-لوک-دو-بلشاس (به فرانسوی: Saint-Luc-de-Bellechasse) شهری در منطقه شهری له اتشمن ناحیه شودییر-آپالاش در استان کبک کانادا است. در سرشماری سال ۲۰۱۱ این شهر ۴۷۲ نفر جمعیت داشته‌است و مساحت آن ۱۶۰٫۰۳ کیلومتر مربع است.